# Prawo Jante
Prawo Jante (duń. Janteloven, norw. Janteloven) – pojęcie stworzone przez norweskiego pisarza pochodzenia duńskiego Aksela Sandemosego w powieści „Uciekinier przecina swój ślad” (En flyktning krysser sitt spor, 1933), gdzie przedstawia fikcyjne duńskie miasteczko Jante. Wśród jego społeczności obowiązuje zasada rządząca zachowaniem mieszkańców: „Nikt nie jest kimś specjalnym. Nie próbuj wyróżniać się ani udawać, że jesteś pod jakimkolwiek względem lepszy od innych”.

## Prawo Jante
1. Nie sądź, że jesteś kimś wyjątkowym.
2. Nie sądź, że nam dorównujesz.
3. Nie sądź, że jesteś mądrzejszy od nas.
4. Nie sądź, że jesteś lepszy od nas.
5. Nie sądź, że wiesz więcej niż my.
6. Nie sądź, że jesteś czymś więcej niż my.
7. Nie sądź, że jesteś w czymś dobry.
8. Nie masz prawa śmiać się z nas.
9. Nie sądź, że komukolwiek będzie na tobie zależało.
10. Nie sądź, że możesz nas czegoś nauczyć.

W dalszej części książki:
1. Nie sądź, że jest coś, czego o tobie nie wiemy.

Prawo Jante to stereotyp etniczny. Choć oryginalnie w książce zostało ono przedstawione jako ostrzeżenie przed pewnymi wzorcami myślenia (i tak należy je traktować), niektórzy zaadaptowali je jako wzorzec opisujący zachowania Skandynawów.